# Freddie Garrity
Freddie Garrity, egentligen Frederick Garrity, född 14 november 1936 i Manchester, död 19 maj 2006 i Bangor, var en brittisk sångare och medlem i popbandet Freddie and the Dreamers. 
Han arbetade som mjölkbud innan han bildade gruppen Freddie and the Dreamers 1959. I början angavs Garritys officiella födelsedatum till den 14 november 1940 för att få honom att se yngre ut och därmed lite mer lockande för de unga som köpte popskivor i England på den tiden. 
Garritys varumärke var hans vana att hoppa upp och ner under föreställningarna. Detta, kombinerat med hans lite töntiga utseende och hornbågade glasögon, gjorde honom till en excentrisk typ på Storbritanniens popscener i av början av 1960-talet. 
Freddie and the Dreamers upplöstes i slutet av 1960, men mellan 1971 och 1973 framträdde Garrity och tidigare bandmedlemmen Peter Birrell i ITV:s barn-tv-show Little Big Time. 
Efter sin TV-karriär bildade Garrity en ny version av Freddie and the Dreamers och turnerat regelbundet de kommande två årtiondena, men det blev inga ytterligare listframgångar. Han fortsatte dock att uppträda fram till 2001 då han fick diagnosen emfysem efter att ha kollapsat under en flygning. 
Med sviktande hälsa bosatte sig Garrity i Newcastle-under-Lyme. Han var gift tre gånger och hade ett barn, Jackie, i sitt första äktenskap och tre barn i sitt andra: Nicola, Danielle och Matthew. Freddie Garrity dog 69 år gammal i Bangor, Gwynedd i norra Wales, efter att ha blivit sjuk under semestern.